# Acantholipan
Acantholipan gonzalezi is een plantenetende ornithischische dinosauriër, behorend tot de Ankylosauria, die tijdens het late Krijt leefde in het gebied van het huidige Mexico.

## Vondst en naamgeving
In het noorden van Mexico worden soms fragmentarische fossielen van ankylosauriërs gevonden. Een onvolledig nodosauride skelet, opgegraven bij Los Primos nabij San Miguel in de staat Coahuila, werd in 2011 beschreven. Het werd daarna besloten er een soort op te baseren, als eerste ankylosauriër uit Mexico.
In 2018 werd de typesoort Acantholipan gonzalezi benoemd en beschreven door Héctor Eduardo Rivera-Sylva, Eberhard Frey, Wolfgang Stinnesbeck, Gerardo Carbot-Chanona, Iván Erick Sanchez-Uribe en José Rubén Guzmán-Gutiárrez. De geslachtsnaam is een combinatie van het Oudgrieks akanthos, "stekel", met lipan, de gebruikelijke aanduiding in het Spaans van de Lápai-Ndé ofwel het "Grauwe Volk", een stam van de Apache die het vondstgebied bewoont. De soortaanduiding eert de Mexicaanse paleontoloog Arturo Homero González-González, de directeur van het Museo del Desierto in Saltillo.
Het holotype, CPC 272, is gevonden in een ondiepe zee-afzetting, een laag leisteen van de Penformatie die dateert uit het Santonien, ruwweg vijfentachtig miljoen jaar oud. Het bestaat uit een gedeeltelijk skelet met schedel. Het omvat een ruggenwervel, een staartwervel, een stuk rib, de onderzijde van een linkeropperarmbeen, een bovenste linkerellepijp, de onderkant van een linkerdijbeen en een osteoderm van de achterste borstkas. Het fossiel maakt deel uit van de Colección Paleontológica de Coahuila, Museo del Desierto, Saltillo.

## Beschrijving

### Grootte en onderscheidende kenmerken
Door het fragmentarische karakter van het typespecimen, is de grootte van Acantholipan lastig met nauwkeurigheid te bepalen. De ellepijp is echter volgens de beschrijvers ongeveer even lang als die van Chassternbergia, een vorm met een lengte van zes meter en een gewicht van drie ton.
De beschrijvers wisten twee onderscheidende kenmerken vast te stellen. Bij de ellepijp steekt de processus coronoides sterk uit en loopt taps toe waarbij de punt plots afgesneden wordt, zodanig dat in zijaanzicht een driehoekig profiel ontstaat. De osteoderm van de zijkant van de borstkas is kegelvormig en heeft een ovale dwarsdoorsnede met de lange as van voor naar achteren lopend, terwijl de punt licht naar achteren gebogen is.

### Skelet
Veel delen van het skelet zijn dermate beschadigd dat ze weinig informatie bieden. De ruggenwervel, overdwars afgeplat, is die van een ankylosauriër. De staartwervel is nodosauride met een zeshoekig voorste centrumfacet. Het opperarmbeen heeft de eigenaardigheid dat de binnenste onderste gewrichtsknobbel verder naar beneden uitsteekt dan de buitenste knobbel. Beide knobbels zijn ook even groot. Bij Edmontonia en Panoplosaurus is de binnenste knobbel kleiner en steekt niet uit. Bij het dijbeen is het onderste uiteinde maar iets breder dan de schacht; bij Edmontonia is de verbreding veel sterker.
Bij de beschrijving in 2018 werd aan deze botten voorbijgegaan en richtte men zich geheel op de twee elementen die onderscheidende eigenschappen hebben: de ellepijp en de osteoderm.
Bij de ellepijp is de processus olecrani een stevig bovenste uitsteeksel, de aanhechting voor de musculus triceps brachii,  met een driehoekig profiel in zijaanzicht en vooraanzicht. Het is ongeveer even hoog als breed. De punt ervan is min of meer recht afgesneden met een ronde top, niet puntig als bij Sauropelta. Aan de basis van dit olecranon is de uitholling voor het contact met het opperarmbeen goed ontwikkeld als bij Niobrarasaurus en Stegopelta. De uitholling meer naar de buitenzijde voor het contact met het spaakbeen is ondiep, zoals typisch voor ankylosauriërs. De processus coronoides die naar voren en bezijden uitsteekt, is opvallend lang, niet korter dan het olecranon, en heeft het profiel van een gelijkzijdige driehoek. Het vormt een driehoekige afgesneden punt, vrij laag op de schacht. Het geheel duidt op een zware musculatuur.

### Pantser
Van het pantser is één osteoderm of huidverbening gevonden. Bij het skelet lag een lange kegelvormige hoorn, iets gebogen. De hoorn heeft een ovale dwarsdoorsnede en is driemaal langer dan breed. Het element werd geïnterpreteerd als een osteoderm van de achterste zijdelingse borstkas, waarvan dan de basisplaat afgebroken moet zijn. In dat geval heeft het een vorm die niet van andere nodosauriden bekend is, waar dergelijke laterale stekels typisch driehoekig, puntiger, gekield en sterker afgeplat zijn. In feite lijkt de hoorn sterk op die van een ceratopide. Al eerder werden ceratopide hoorns uit Mexico abusievelijk voor nodosauride osteodermen aangezien. De beschrijvers erkennen dat het element zijdelingse adergroeven in de lengterichting heeft, net als bij ceratopide wenkbrauwhoorns. Ze concludeerden echter dat de hoorn toch bij het holotype hoorde wegens de kegelvorm en ovale dwarsdoorsnede — hoewel die ook ceratopide hoorns typeren.

## Fylogenie
Acantholipan werd in 2018 in de Nodosauridae geplaatst. Een exacte cladistische analyse had tot uitkomst dat hij boven Sauropelta in de stamboom staat, als deel van een "kam" met Nodosaurus en meer afgeleide nodosauriden. Gezien de beperkte resten is deze uitkomst zeer onzeker.
Het voorkomen van Acantholipan werd gezien als bevestiging dat het zuiden van het continent Laramidia een aparte fauna had, wellicht door een droger klimaat.